# Ali Latifi
Pour les articles homonymes, voir Latifi.
Ali Latifi (en persan : علی لطیفی), né le 20 février 1976 à Ardabil en Iran, est un footballeur international iranien. Il évoluait au poste d'avant-centre.

## Biographie
Ali Latifi reçoit deux sélections en équipe d'Iran lors de l'année 1998. Retenu par le sélectionneur Jalal Talebi afin de participer à la Coupe du monde 1998 organisée en France, il ne disputera pas une seule minute de jeu lors de cette compétition.